# Sabrina Spellman
Sabrina Victoria Spellman é a personagem-títula da série da Archie Comics, Sabrina the Teenage Witch. Sabrina foi criada pelo escritor George Gladir e pelo artista Dan DeCarlo, e apareceu pela primeira vez em Archie's Mad House nº 22 (outubro de 1962).

## Criação
Sabrina the Teenage Witch estreou em Archie's Madhouse (o logotipo às vezes dado como Archie's Mad House) nº 22 (outubro de 1962). Criado pelo escritor George Gladir e pelo artista Dan DeCarlo, ela apareceu pela primeira vez na história principal da antologia de humor (o logo então escrito "Teen-Age"), e eventualmente se tornou um dos principais personagens de Archie Comics, aparecendo em uma série animada de comédia de televisão.

## Biografia
Originalmente, Sabrina foi criada por suas duas tias, Hilda e Zelda Spellman, de uma poção mágica que deu errado. No entanto, mais tarde, foi retransmitido pela sitcom de 1996 Sabrina, the Teenage Witch que Sabrina é uma "meia-bruxa" (sua mãe é uma ser humano comum, ou "mortal" como as bruxas se referem a eles, enquanto seu pai é um bruxo). Ela mora com Hilda e Zelda (ambas bruxas) na cidade fictícia de Greendale. Ela também tem um animal de estimação chamado Salem Saberhagen. Nas histórias em quadrinhos originais, Salem era um típico gato de bruxa que não falava. A comédia de 1996 introduziu a ideia de que Salem era um bruxo que foi transformada em um gato como punição por tentativas de dominação do mundo.
A maioria das aventuras de Sabrina consistem em Sabrina tentando usar seus poderes em segredo para ajudar os outros - as bruxas geralmente não podem contar aos mortais sobre suas habilidades ou existência - ou lidar com as provações do dia-a-dia de serem adolescentes. Um tema recorrente nas histórias de Sabrina é que ela está aprendendo mais sobre o uso adequado de seus poderes, seja através de suas tias ou de viagens para uma dimensão mágica que é o lar de várias criaturas mágicas/mitológicas, incluindo outras bruxas. Vários nomes são dados para essa dimensão; os quadrinhos de meados dos anos 2000 se referem a ele como "Magic Realm" enquanto a sitcom live-action se referia a ela como "Other Realm". Essas aventuras continham momentos em que Sabrina tinha que agir como super-herói de vez em quando.
O principal interesse amoroso romântico de Sabrina é seu namorado mortal chamado Harvey Kinkle que, como quase todos os outros mortais no mundo de Sabrina, não sabe que sua namorada é uma bruxa.

## Outras versões

### Afterlife with Archie
Sabrina Spellman aparece na primeira edição de Afterlife whit Archie, onde ela ressuscita Hot Dog de volta para Jughead. Isso inicia o apocalipse zumbi em Riverdale. Mais tarde, ela aparece na edição 6, onde é forçada a se tornar a noiva de Cthulhu.

### Archie vs. Predator
No crossover Archie vs Predator, Betty e Veronica vão à casa de Sabrina para pedir ajuda quando o assassinato de Pop pelo Predator está ligado a uma faca que Betty encontrou em suas férias de primavera. Quando Sabrina tenta realizar o feitiço, a Predator entra em sua casa e mata ela e Salem. Quando a polícia chega para verificar o assassinato, a casa desaparece e os policiais são transformado em cabras.

### Chilling Adventures of Sabrina
Sabrina Spellman é a personagem principal em Chilling Adventures of Sabrina ambientada na década de 1960.

## Em outras mídias

### Animações

#### Produções de filmações
Sabrina apareceu pela primeira vez em 1969 em The Archie Comedy Hour da Filmation. Mais tarde, ela apareceu em sua própria série de meia hora em 1971.

#### Produções DIC Entertainment
Uma versão de 12 anos de Sabrina apareceu em Sabrina Animated Series (1999–2000), produzida pela DIC Entertainment. Seguiu-se Sabrina: Friends Forever (2002) e Sabrina's Secret Life (2003–2004), também produzido pela DIC.

#### Produção daHub Network
Em 2012, Sabrina: Secrets of a Teenage Witch estreou também com uma Sabrina mais jovem. Ashley Tisdale deu a voz para a personagem.

### Sabrina the Teenage Witch(1996-2003)
Em 1996, um telefilme chamado Sabrina The Teenage Witch estreou no Showtime, estrelado por Melissa Joan Hart. Este filme levou à série de televisão live-action mais tarde naquele mesmo ano pela ABC que durou sete temporadas até 2003.

### Chilling Adventures of Sabrina

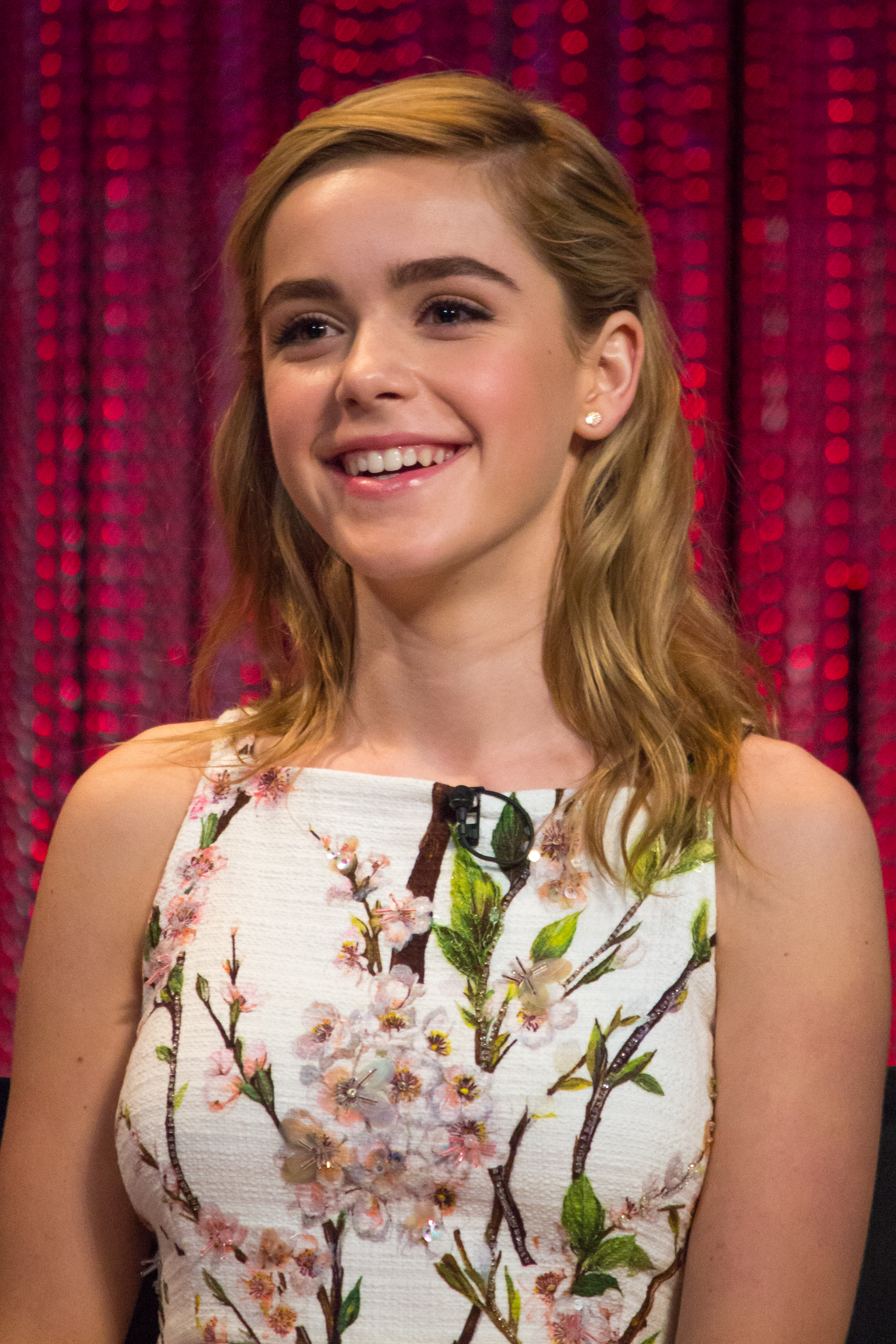
Kiernan Shipka interpreta Sabrina em Chilling Adventures of Sabrina.

Em setembro de 2017, foi relatado que uma série de televisão live-action estava sendo desenvolvida para a The CW, Warner Bros. Television e pela Berlanti Productions, com um lançamento planejado para a temporada televisiva de 2018–2019. Baseado na série de quadrinhos, apresentando a personagem Sabrina the Teenage Witch, da Archie Comics, a série seria uma série de companhia para Riverdale. Lee Toland Krieger dirigiu o piloto, que foi escrito por Roberto Aguirre-Sacasa. Ambos são produtores executivos, juntamente com Greg Berlanti, Sarah Schechter e Jon Goldwater. Em dezembro de 2017, o projeto foi transferido para Netflix com um novo título ainda a ser anunciado. Duas temporadas, com dez episódios cada, foram encomendadas pelo serviço de streaming. As filmagens para a primeira temporada começaram em 19 de março de 2018.